# Genesis Owusu
Genesis Owusu, pseudonimo di Kofi Owusu-Ansah (Koforidua, 1998), è un cantante ghanese con cittadinanza australiana.

## Biografia
Genesis Owusu ha fatto il proprio debutto discografico nel 2021 con l'album in studio Smiling with No Teeth, progetto accolto commercialmente e dalla critica specializzata. Il successo riscosso dall'LP è stato sufficiente da rendere Genesis Owusu l'artista più premiato agli annuali ARIA Music Awards, con quattro riconoscimenti vinti. È stato candidato per l'MTV Europe Music Award al miglior artista australiano all'edizione del 2022.
Il suo secondo disco, intitolato Struggler, è stato pubblicato nell'agosto 2023 e ha esordito al 4º posto della ARIA Top 50 Albums; grazie alla popolarità riscontrata dall'LP, si è portato tre premi ARIA a casa.

## Discografia

### Album in studio
- 2021 – Smiling with No Teeth
- 2023 – Struggler

### EP
- 2017 – Cardrive EP

### Singoli
- 2017 – Sideways
- 2018 – Awomen Amen
- 2018 – Wit' da Team
- 2018 – WUTD + Vultures
- 2019 – Good Times + Simmer Down
- 2020 – Don't Need You
- 2020 – Whip Cracker
- 2020 – I Am
- 2020 – The Other Black Dog
- 2021 – Gold Chains
- 2021 – Drown (feat. Kirin J Callinan)
- 2021 – Same Thing
- 2021 – Back Seat (con Anna Lunoe)
- 2022 – GTFO
- 2022 – Get Inspired
- 2023 – Hole Heart
- 2023 – Leaving the Light
- 2023 – Tied Up!
- 2023 – Stay Blessed
- 2023 – Survivor